# Alfred Vidal-Madjar
Alfred Vidal-Madjar, né le 13 septembre 1942 au Caire, en Égypte, est un astrophysicien français.
Directeur de recherche au CNRS, il travaille sur les planètes extra-solaires à l'Institut d'astrophysique de Paris et enseigne la physique à l'École polytechnique. Il est l'auteur de trois livres :"Il pleut des planètes." " Sommes nous seul dans l'univers ?" " Où irons-nous vivre demain ?".Dont un (Sommes nous seul dans l'univers ?) qu'il a écrit avec Jean Heidman, Hubert Reeves et Nicolas Prantzos sur sa spécialité (l'astrophysique).

## Titres et distinctions honorifiques
- 1988 : Médaille d'argent du CNRS.
- 1989 : Chevalier de l'Ordre national du Mérite.
- 2007 : Prix Ampère de l'Académie des sciences.
- 2023 : l'astéroïde (44456) Vidal-Madjar est nommé en son honneur[4].